# Yohei Naito
Yohei Naito (内藤 洋平 Naito Yohei?), född 9 juli 1988 i Kanagawa prefektur, är en japansk fotbollsspelare.
Naito började sin karriär 2011 i Kyoto Sanga FC. 2013 flyttade han till Giravanz Kitakyushu.